# Liparetrus rubefactus
Liparetrus rubefactus är en skalbaggsart som beskrevs av Macleay 1886. Liparetrus rubefactus ingår i släktet Liparetrus och familjen Melolonthidae. Inga underarter finns listade i Catalogue of Life.